# 본토보충센터
본토보충센터(CRC)는 미국 본토에서 민간인과 군인처럼 군대에 종사하는 인원들을 인사이동에 맞게 국외로 파견하는 행정업무를 맡은 센터이다. 4개 중대로 편성된 대대급 부대로서 대대지휘관을 맡을 수 있는 소령 혹은 중령 계급 장교가 지휘한다. 표어는 "Whatever's next".

## 역사
1995년 12월부터 본토보총소는 미국 본토에서 국외로의 원정부대를 지원하였다.
포트 베닝의 하모니 교회에 본부를 두었다.
2013년 8월 9일에 포트 베닝에서의 임무를 마치고 로슨 육군 비행장에서 출발하여 포트 블리스로 본부를 옮겼다.

## 부대
- 본부 및 본부분견대
- A 중대
- B 중대
- C 중대/제482 AG 중대
- D 중대

## 참고
1. ↑  “Fort Benning CRC mission comes to an end” (영어). WTVM. 2013년 8월 9일. 2023년 7월 27일에 확인함.